# Indiana Jones et le Cercle ancien
 (janvier 2025).
Si vous disposez d'ouvrages ou d'articles de référence ou si vous connaissez des sites web de qualité traitant du thème abordé ici, merci de compléter l'article en donnant les références utiles à sa vérifiabilité et en les liant à la section « Notes et références ».
Indiana Jones et le Cercle ancien (Indiana Jones and the Great Circle) est un jeu d'action-aventure développé par MachineGames et publié par Bethesda Softworks. Il est basé sur la franchise Indiana Jones et présente un récit original tiré de la série de films.
Bethesda et MachineGames ont annoncé conjointement le développement du jeu en janvier 2021, en collaboration avec Lucasfilm Games. Il sera produit par Todd Howard de Bethesda Game Studios. Il s'agit du premier jeu basé sur la franchise depuis Indiana Jones Adventure World, sorti en 2011.
Indiana Jones et le Cercle ancien sort sur Microsoft Windows et Xbox Series le 9 décembre 2024. Le jeu est disponible dès le premier jour sur le service d'abonnement de Microsoft, le Game Pass. Il sort ensuite sur PlayStation 5 le 17 avril 2025 et est prévu sur Nintendo Switch 2 en 2026.

## Histoire

### Personnages et décor
Indiana Jones et le Cercle ancien présente un récit original qui s'inspire de la série de films du même nom. L'histoire se déroule en 1937, la plaçant entre les événements du premier film, Les Aventuriers de l'arche perdue (situé en 1936), et le troisième film, Indiana Jones et la dernière croisade (situé en 1938),. Les deux films se déroulant juste avant la Seconde Guerre mondiale, les trois principaux membres des puissances de l'Axe (l'Allemagne nazie, l'Italie fasciste, et l'empire du Japon) serviront d'antagonistes, les nazis jouant le rôle antagoniste le plus central, comme dans les films.
Le jeu reprend après que l'archéologue Indiana Jones a quitté sa fiancée, Marion Ravenwood. À la suite du vol d'un artefact au Marshall College, Jones se rend au Vatican pour enquêter. Jones note que des sites d'importance spirituelle ont été construits tout au long de l'histoire, réalisant que leurs emplacements forment un cercle parfaitement aligné autour du globe. Outre Rome, le jeu inclut d'autres lieux, les temples de Sukhothai en Thaïlande, les pyramides égyptiennes et l'Himalaya. Au cours de son périple, il fait équipe avec Gina Lombardi, une journaliste d'investigation intéressée par l'affaire. Ils affrontent Emmerich Voss, qui utilise la manipulation psychologique contre ses ennemis,.

### Résumé
En 1937, un an après les événements de l'Arche d'Alliance, Indiana Jones s'est séparé de Marion et a repris ses activités de professeur au Marshall College. Une nuit, après une soirée arrosée avec Marcus, Indy surprend un homme gigantesque dans le pavillon des expositions qui l'assomme. Le lendemain, en faisant l'inventaire des objets, Indy se rend compte que le voleur s'est emparé d'une statue de chat momifié mais a oublié un pendentif portant le symbole des Archives Secrètes du Vatican dans sa fuite. L'archéologue se rend donc jusqu'au Saint Siège où il retrouve son ami, le Frère Antonio qui l'informe que le Père Ventura, un proche de Mussolini, gère le lieu depuis que le Pape est tombé malade. De fil en aiguille, il s'avère qu'un prêtre du 16eme siècle, Crescenzo réputé fou, attestait d'un ordre secret « L'Ordre des Nephilims » qui agissait au nom du Vatican. Déguisé en prêtre, Indy fait également la connaissance d'une journaliste déguisée en nonne, Ginetta « Gina » Lombardi qui cherche sa soeur, Laura, spécialisée dans les langues anciennes.
Via un temple caché, Indy et Gina découvrent un monastère qui s'avère être celui des Nephilims qui aurait prêté allégeance à Saint Pierre lors de la fondation de l'Eglise pour se racheter de leur péché. Le chemin se termine dans la chambre secrète du Vatican où de multiples objets sont gardés, notamment le chat momifié. Après un combat contre le géant (Frère Locus) qui avait attaqué Indy, Mussolini, ainsi qu'un groupe de soldats nazis mené par Emmerich Voss entrent par l'intermédiaire de Ventura. Sous les yeux des protagonistes, les nazis cassent diverses reliques dont le chat qui contiennent chacune un bloc de pierre avec des inscriptions qui conduirait au trésor du Cercle Ancien. Une fois infiltrés dans le dirigeable de Voss, Indy raconte cette théorie à Gina : diverses civilisations antiques indépendantes les unes des autres auraient sciemment construit leur monument sur le même axe sans que personne sache pourquoi.  
Arrivés à Gizeh, Indy et Gina font la connaissance de Dame Nawal, une archéologue qui mène des fouilles en parallèle de celles de Nazis qui cherchent l'entrée du Sanctuaire du Gardien, pour dénicher un nouveau bloc. Confronté une première fois à Voss, Indy examine le cadavre d'un géant tatoué d'une langue inconnue qui s'avère être de l'adamique, la première langue que Dieu aurait donné à l'homme. Sans trace de sa soeur, Indy et Gina s'enfuient  et de retour chez Nawal, tentent de trouver l'entrée du Sanctuaire avant Voss. Un premier bas-relief montre le souverain Thutmôsis IV qui décrit les Nephilims comme les gardiens du trésor, ce qui démontre que les géants travaillaient déja avec des civilisations antérieures à l'Eglise. Indy réussit à décrypter la clé permettant d'entrée dans le tombeau grâce aux notes de Laura et se retrouve dans un sanctuaire encore plus ancien que l'égyptien. Après un combat contre un gardien géant qui lui demande de ne pas dire un nom, Indy récupère l'Idôle de Ra qui contient un fragment. Voss le lui vole et Indy ne doit son salut qu'à Gina qui l'informe que les Nazis se dirigent vers l'Himalaya.
Là-bas, ils découvrent un cuirassé allemand, censé être au Pérou pour chercher un autre des fragments, perché au beau milieu de la montagne. Gina apprend que sa sœur était liée à cette expédition sans savoir si cela était de gré ou de force. Ils y découvrent l'équipage mort gelé, y compris Laura, la sœur de Gina. À nouveau confronté aux hommes de Voss, Indy réussit à s'emparer du fragment que l'équipage avait trouvé au Machu Picchu et prononce le mot en adamique gravé dessus : cette action provoque l'ouverture d'un portail qui téléporte Indy, Gina et quelques nazis à Shanghai en pleine attaque japonaise. S'enfuyant en avion, Indy comprend que Laura a dû lire le mot provoquant la téléportation du cuirassé sans savoir ce qui allait se passer. Les deux aventuriers arrivent ensuite à Sukhothai en Thaïlande où Locus met en garde Indy sur ses recherches des fragments. Via Pailin, une cheffe rebelle qui lutte contre les fascistes, Indy et Gina trouvent un nouveau fragment mais sont pris en chasse par Voss qui la capture.
Désormais allié à Locus, Indy et lui se rendent à la Ziggurat d'Ur où les Nazis ont entrepris des fouilles. Locus décide de régler le problème avec les autres Nephilims et demande à Indy de partir une fois qu'il aura libéré Gina. Une fois libre, les aventuriers s'enfoncent néanmoins dans les grottes et découvrent l'Arche de Noé. Désarmé face à Voss, Indy écoute l'histoire de l'allemand. L'une des expéditions allemandes a mis à jour le lien entre le Cercle Ancien et le déluge qui s'avère être le Métatron, la Voix de Dieu que suivit le patriarche pour construire un bateau. Grâce aux 17 pierres que lui donna Dieu, Noé parcourut le monde pour sauver les animaux. Une fois le déluge terminé, les fragments furent dispersés et cachés sur les sites antiques. Les Nephilims en devinrent les gardiens pour se racheter d'avoir probablement causé l'inondation mais au fil des siècles, les fragments furent oubliés. Ils passèrent donc un marché avec le Vatican pour les retrouver. Voss pris contact avec Laura et la menaça de s'en prendre à sa famille si elle ne l'aidait pas. Capturés par les nazis, Indy, Gina et Locus sont transportés sur L'arche qui est mise à flot. Voss pense qu'en insérant les pierres dans le gouvernail et en récitant les mots sacrés dans le bon ordre, il pourra téléporter le navire comme Noé ce qui permettra au Reich d'attaquer n'importe où. Néanmoins, n'ayant pas été désigné par Dieu, il provoque le début d'un nouveau déluge. À la suite d'un combat, Indy et Gina s'enfuient tandis que Locus ouvre un portail qui tue Voss et précipite l'Arche à l'intérieur. Le climat étant revenu à la normale, on retrouve Indy et Gina quelques jours plus tard dans la région. Ils se quittent en se promettant de se revoir. Une cinématique alternative révèle que l'arche et Locus ont été emmenés en Antarctique.

## Système de jeu
Indiana Jones et le Cercle ancien est un jeu d'action-aventure qui comprend également des styles de jeu dans divers autres genres,. Le joueur peut choisir d'utiliser la furtivité ou de s'engager dans un combat direct avec les ennemis. Le jeu comprend également diverses énigmes, dont beaucoup sont facultatives. Le fouet de Jones peut être utilisé pour le combat et pour traverser certaines zones. Le jeu se joue à la première personne, mais passe à une vue à la troisième personne pour certaines actions de jeu et pour les cinématiques, comme lorsque Jones utilise son fouet pour se balancer par-dessus les brèches ou lorsqu'il escalade des tuyaux et des murs.

## Développement
Le 12 janvier 2021, Lucasfilm Games et Bethesda Softworks ont annoncé leur intention de sortir prochainement un jeu vidéo basé sur la franchise Indiana Jones. Il est développé par MachineGames, avec Todd Howard en tant que producteur exécutif via l'éditeur de jeu vidéo Bethesda Softworks. Les deux sociétés appartiennent à ZeniMax Media,. Howard considérait MachineGames comme une entreprise idéale pour développer le projet en raison de son travail sur la série Wolfenstein, qui implique une bataille contre les nazis, comme la franchise Indiana Jones. En tant que producteur exécutif, il a conçu l'histoire du jeu et vérifie occasionnellement la progression de celui-ci plutôt que de jouer un rôle exécutant.
Howard, un fan d'Indiana Jones, avait déjà proposé un tel jeu à George Lucas vers 2009,, bien que le projet n'ait pas avancé à ce moment-là, en partie parce que Bethesda n'avait pas les ressources pour le développer. De plus, Lucasfilm souhaitait publier le jeu, un rôle que Bethesda cherchait à remplir, et les deux ne parvenaient pas à se mettre d'accord,.
L'annonce du jeu pour 2021 était accompagnée d'une bande-annonce contenant divers easter eggs et des indices sur le cadre du jeu,. À la mi-2021, le jeu en était à un stade très précoce de développement. Jerk Gustafsson a été le directeur du jeu. Jens Andersson a rejoint le projet en tant que directeur du design fin 2022, après avoir été embauché au même poste pour le jeu prévu en 2009. Andersson a également été concepteur principal de The Chronicles of Riddick: Escape from Butcher Bay sorti en 2004 et de The Darkness sorti en 2007. L'équipe d'Indiana Jones comprend plus de 20 développeurs ayant déjà travaillé sur The Darkness,.
Le titre du jeu, les détails de l'histoire et les premières séquences de gameplay ont été dévoilés le 18 janvier 2024, lors de la présentation vidéo Xbox Developer Direct de Microsoft. Lucasfilm aura l'approbation finale du jeu, qui sera le premier jeu non Star Wars de la société depuis des années et le premier jeu Indiana Jones depuis Indiana Jones Adventure World de 2011. Le jeu utilise l'image de l'acteur d'Indiana Jones Harrison Ford, tandis que Troy Baker donne la voix pour le personnage. Parmi les autres doubleurs figurent Alessandra Mastronardi dans le rôle de Gina Lombardi, Marios Gavrilis dans le rôle d'Emmerich Voss et Tony Todd dans le rôle de Locus. La bande originale a été composée par Gordy Haab (en), sur la base du travail de John Williams, qui a réalisé les musiques du film. Haab a déjà travaillé sur la musique du jeu vidéo Indiana Jones et le Sceptre des rois de 2009. Certaines actions ont été créées pour le jeu par des cascadeurs avec des combinaisons de capture de mouvement.

## Commercialisation
Indiana Jones et le Cercle ancien est sorti le 9 décembre 2024 pour Microsoft Windows et en exclusivité console sur Xbox Series, et est disponible dès le premier jour sur le Xbox Game Pass,. Le contrat initial entre Bethesda et la société mère de Lucasfilm, Disney, stipulait que le jeu sortirait sur plusieurs consoles, dont la PlayStation 5. Ces conditions ont été modifiées lorsque Microsoft a acquis ZeniMax Media en mars 2021, devenant ainsi propriétaire de Bethesda Softworks et MachineGames,. Disney a justifié l'exclusivité du jeu sur Xbox Series et PC, estimant que les deux plateformes constituaient un marché suffisamment vaste. Cependant, lors de la Gamescom Opening Night Live 2024, il a été annoncé que le jeu sortira sur PlayStation 5 au printemps 2025, quelques mois après la sortie du jeu sur Xbox et PC.

## Accueil

### Ventes
Indiana Jones et le Cercle ancien engendre des ventes importantes à sa sortie sur le marché américain. Selon l'analyse de Mat Piscatella pour Circana, le jeu est le second plus vendu en termes de revenu au cours de la période du 9 au 14 décembre 2024, dépassé uniquement par Call of Duty: Black Ops 6.
Fin janvier 2025, plus de quatre millions de joueurs se sont essayés à Indiana Jones et le Cercle ancien sur PC et Xbox Series (dont certains ont acquis le jeu via l'abonnement au programme Xbox Game Pass).
En avril 2025, et ce, malgré une sortie décalée, Indiana Jones et le Cercle Ancien signe un meilleur lancement sur PlayStation 5 que sur Xbox Series et sur PC, avec 117 200 copies écoulées durant la première semaine, contre 91 200 sur Steam, soit des ventes 28 % plus rapides. Cela s'explique notamment par le fait que l'abonnement Xbox Game Pass n'est pas disponible sur PlayStation 5. D'autre part, l'institut Alinea Analytics estime que 310 000 exemplaires du jeu ont été écoulés sur PC depuis sa sortie,.